# Nidularium rubens
Nidularium rubens är en gräsväxtart som beskrevs av Carl Christian Mez. Nidularium rubens ingår i släktet Nidularium och familjen Bromeliaceae. Inga underarter finns listade i Catalogue of Life.